# Vacalar
Vacalar ist eine Gemeinde (Freguesia) im portugiesischen Kreis Armamar. In ihr leben 172 Einwohner (Stand 19. April 2021).